# Ambia debalis
Ambia debalis là một loài bướm đêm trong họ Crambidae.